# انجمن پژوهش واکنش
انجمن پژوهش واکنش پایه‌گذاری شده در ۶ ژانویه ۱۹۴۳ (میلادی) کهن‌ترین گروه آماتور انجام آزمایش تجربی راکت در ایالات متحده آمریکا است. انجمن پژوهش واکنش یک سازمان ناسودبر آموزشی در لس آنجلس کالیفرنیا است. نشست‌های ماهانه آن، معمولاً در مرکز گردهمایی کِن ناکائُکا در گاردنا، کالیفرنیا برگزار می‌شود. 

## نام‌گذاری
نام نخست این انجمن انجمن راکت کالیفرنیای جنوبی بود. اما دو ماه پس از آن به انجمن راکت گلندیل تغییر کرد. در سال ۱۹۴۶ (میلادی) انجم نام خود را به انجمن پژوهش واکنش تغییر داد تا مباحث‌های بیشتر از راکت را درباره پیش‌رانش را در بر بگیرد. اگرچه بیشتر پژوهش‌ها و آزمایش‌های انجام شده در انجمن پژوهش واکنش با راکت جامد، مایع، و دوگانه بوده است.

## سایت آزمایش
انجمن پژوهش واکنش از سال ۱۹۵۵ (میلادی) صاحب و گرداننده سایت آزمایش خصوصی به نام "منطقه آزمایش موهاوی" در شمال پایگاه نیروی هوایی ادواردز و کالیفرنیا سیتی، کالیفرنیا، در بیابان موهاوی است.